# 古泉智浩
古泉 智浩（こいずみ ともひろ、1969年 - ）は日本の漫画家。

## 経歴
- 新潟県新潟市江南区（旧・亀田町）出身。[要出典]祖父は亀田製菓創業者の古泉栄治。[要出典]
- 新潟県立新潟向陽高等学校、専修大学文学部心理学科卒業。大学時代は美術研究会に所属し、バンドを組んでいた。大学四年時点より、中野区の施設に6年間勤める。
- 1993年、山田花子の死に衝撃をうけて、大泉月光名義執筆した作品「でもね」で、『ヤングマガジン』ちばてつや賞にてちばてつや大賞を受賞して、デビュー。
- 1994年、大泉月光名義で『月刊アフタヌーン』アフタヌーン四季賞にて「ジャンプ」で、準入選を受賞。
- 1997年、大泉月砂名義で『月刊漫画ガロ』1997年2月号にて「やさしい場所」で再デビュー。同期には福満しげゆきがいる。以降、『ガロ』の後継誌の『アックス』を中心に執筆していたが、徐々に青年誌にも発表の舞台を移す。
- 1999年、大学入学以来居住していた東京から、新潟市の実家に戻る。家業を手伝いながら、漫画執筆を続ける。
- 2005年、漫画家専業に。
- 2006年、『青春☆金属バット』（監督：熊切和嘉）が映画化。
- 2012年、『ライフ・イズ・デッド』（監督：菱沼康介）が映画化。
- 2015年、『死んだ目をした少年』（監督：加納隼）が映画化。
- 2018年、『チェリーボーイズ』（監督：西海謙一郎）が映画化。
- 2021年より、ペンネーム「吉泉知彦」で活動中。
- 2023年12月現在、KAMINOGE、アックス、新潟日報、my sound、東京新聞「子育て日記」、ESSE onlineで連載中[1]。

## 作風
「退屈な郊外」を舞台とし、童貞男子などといった、鬱屈した10代から20代の「ボンクラ」な人物たちを登場させ、その退屈から脱するための暴力や性行為などを生々しく描く。近年の作品には「性」の存在やSF的な奇想をテーマとしたものも多い。

## エピソード
- 生家はお菓子屋『古泉』。
- 哲学者、アーティストの寺尾始は予備校時代の恩師。
- 大学時代の「女性学」ゼミの1年後輩に、のちのドキュメンタリー映画監督の村上賢司がいた。
- 現在は新潟在住だが、東京在住時の最後、1995年～1999年に下北沢の名物アパート「大内アパート」に居住していた。また、1995年11月にフリーペーパー「大内アパート月報」を初代編集長として創刊した。映像作家・丸目高広、漫画家・じぇんじぇん、特殊芸人・元気いいぞう等はアパートでの仲間。また、アパートのメンバーとバンド「ザ★フィーバーズ」を結成して、現在も音楽活動を続けている。
- 大内アパート時代に、藤井良樹が主催していた「ライターズ・デン」に通っていた。
- 新世紀エヴァンゲリオンのファンであった。
- モーニング娘。のイベントにたまたま行った所、モー娘オタたちのあまりのボンクラぶりに感動し、自身もモー娘オタとなる。なかでも、紺野あさ美が好きだった。だが、2007年の辻ちゃんの「できちゃった結婚」で、モー娘オタを引退宣言。
- 銀杏BOYZのファンでもあり、通販用のTシャツの絵を頼まれるなど、交流がある。
- 伊集院光をはじめとした、芸人のラジオ番組のファンである
- テレビドラマ研究メルマガ「古泉智浩の週刊ドラマレビュー ピカドン」を発行していた。なお、ドラマを分析していたのは、漫画のストーリー構成術の参考にするためであったという。
- 映画マニアでもあり、『映画秘宝』誌の企画の「年間ベスト10」にも参加している。
- 新潟で行われている司貴志のシナリオ講座を受講。また「にいがた映画塾」にも通学しており、そこで培ったノウハウで、自主制作映画を製作している。2008年は「にいがた映画塾・実習コース」を講師として主催している。
- 格闘技のファンである。将来は治安が悪化すると予測して護身のために空手を習っており、7級の腕前である。
- 単行本のあとがきでは、マイナス面も含めた自分の近況と、それに基づく「人生についての考え方」を赤裸々に語っており、「古泉節」「古泉イズム」として知られている。
- 池袋コミュニティカレッジでマンガ教室を開講中。

## 作品リスト

### 単行本
- 『ジンバルロック』（青林工藝舎 2000年5月）ISBN 978-4883790593
- 『ミルフィユ』（青林工藝舎 2000年11月）ISBN 978-4883790708
- 『チェリーボーイズ』（青林工藝舎 2011年11月）ISBN 978-4883790951
- 『青春☆金属バット』（秋田書店 2003年5月）ISBN 978-4253104586
- 『死んだ目をした少年』（青林工藝舎 2005年3月）ISBN 978-4883791804
  - 『新装版　死んだ目をした少年』（青林工藝舎 2015年2月）ISBN 978-4883794089
- 『転校生 オレのあそこがあいつのアレで』（小学館 2006年1月）ISBN 978-4091802453
- 『これが未来だぜ!』（青林工藝舎 2006年8月）ISBN 978-4883792238
- 『ところでここどこ?』（ジョイフルタウン刊 2006年11月）
- 『ライフ・イズ・デッド』（双葉社 2007年2月）ISBN 978-4575940701
- 『ピンクニップル』（青林工藝舎 2008年4月）ISBN 978-4883792634
- 『ワイルドナイツ』 1-2（双葉社）

1. 2009年2月 ISBN 978-4575942163
2. 2009年2月 ISBN 978-4575942170

- 『童貞の教室』（理論社 2009年3月、松江哲明との共著）ISBN 978-4652078433
- 『FAKEーフェイク』（青林工藝舎 2011年2月）ISBN 978-4883793341
- 『1984 SWEET MEMORIES』（青林工藝舎 2011年5月）ISBN 978-4883793402
- 『夕焼け集団リンチ 古泉智浩作品集』 (ビームコミックス 2014年2月) ISBN 978-4047294677
- 『悪魔を憐れむ唄』　1-2 (ビームコミックス)

1. 2014年2月 ISBN 978-4047294660　のち『テラートワイライト(1)』と改題して電子書籍　2019年11月
2. 2014年8月 ISBN 978-4047298590　のち『テラートワイライト(2)』と改題して電子書籍　2019年11月
3. 『テラートワイライト(3)』の題名で電子書籍 2019年5月

- 『青春と憂鬱とゾンビーー古泉智浩ゾンビ物語集』（太田出版 2015年10月）ISBN 978-4778322649
- 『うちの子になりなよ ある漫画家の里親入門』（イースト・プレス 2015年11月）ISBN 978-4781613796
- 『サマーブレイカー』（電子書籍オリジナル、2017年9月）
  - 『サマーブレイカー』（吉泉知彦名義、日本海わくわくコミック、2023年7月）
- 『アイドルヲタ長谷川大介のバッド・キャンディ』（電子書籍オリジナル、2017年9月）
- 『うちの子になりなよ 里子を特別養子縁組しました』（イースト・プレス 2017年12月）ISBN 978-4781616247
- 『1件40円、本日250件、10年勤めてクビになりました――メーター検針員テゲテゲ漫画日記』（川島徹・原作、古泉智浩・漫画／イラスト、フォレスト出版、2021年9月）
- 『特別養子縁組やってみた1 Kindle版』(扶桑社コミックス、2022年8月）
- 『特別養子縁組やってみた2 Kindle版』(扶桑社コミックス、2022年8月）
- 『ところでここどこ1 Kindle版』（吉泉知彦名義、2023年9月）
- 『2010年から来た男・198X Kindle版』（2023年12月）

### 雑誌特集
- 「アックス」VOL.103 公開記念特集/映画「死んだ目をした少年」（青林工藝舎 2015年2月）ISBN 978-4883794072
- 「アックス」VOL.121 特集・映画「チェリーボーイズ」（青林工藝舎 2018年2月）ISBN 978-4883794454

### 自主制作映画
- 雑音★エクスプロージョン21（2003年）
- 巨大戦闘メカ ガロハロ （2004年）
- ゾンビの森（2006年）
- 夜のしずく（2007年）
- めまい （2008年）

### その他
- エロ悲しい - アンソロジー

## テレビ出演
- NEXT! 新潟放送